# Notre-Dame (Paimpont)

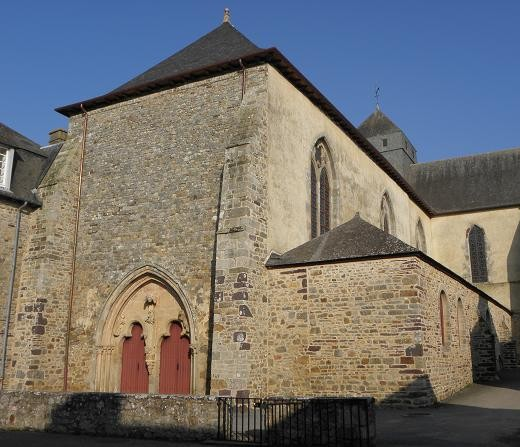
Notre-Dame in Paimpont

Notre-Dame ist eine römisch-katholische Pfarr- und frühere Abteikirche in Paimpont im Département Ille-et-Vilaine  in der Bretagne. Die Kirche ist seit 1966 als Monument historique klassifiziert.

## Geschichte
Im Wald von Paimpont wurde im 7. Jahrhundert durch den heiligen Judicaël ein Benediktinerkloster gegründet, das als Priorat der Abtei von Saint-Méen-le-Grand unterstand. Das Priorat wurde im 9. Jahrhundert während eines Normannenüberfalls zerstört und später wieder aufgebaut. Diese älteren Bauwerke wurden im 13. Jahrhundert ersetzt, nachdem das Priorat im Jahr 1199 in eine Augustinerchorherrenabtei umgewandelt wurde. 
Die Abteikirche wurde im Stil der Gotik auf kreuzförmigem Grundriss errichtet und erinnert an die zeitgenössische Architektur der Zisterzienser. Das einschiffige Langhaus wird von einer Holztonne überwölbt, die Vierung, die Querhausarme sowie der einjochige Chorraum mit geradem Ostabschluss besitzen schlichte Kreuzrippengewölbe aus dem 15. Jahrhundert. Im Äußeren erweckt das Langhaus den Eindruck einer Basilika. Seit der Französischen Revolution dient die Kirche als Pfarrkirche.